# Битва при Атолейруше
Битва при Атолейруш (порт. Batalha dos Atoleiros) — первое боевое столкновение времён португальского междуцарствия, произошедшее 6 апреля 1384 года.

## Предыстория
В декабре 1383 года магистр Ависского ордена Жуан, который был внебрачным сыном короля Педру I, убил в Лиссабоне графа Оуремского — любовника вдовствующей королевы Леоноры Теллеш, которая была регентом Португалии от имени своей дочери Беатрис. Так как Беатрис была замужем за Хуаном Кастильским, то Португалия со временем должна была стать частью Кастилии, что не нравилось португальским дворянам, поэтому Жуан стал знаменем оппозиции, его провозгласили «защитником Португалии». Опасаясь ответных действий со стороны Кастилии, весной 1384 года Жуан отправил на кастильскую границу войска под руководством генерала Нуну Алвареша Перейры.

## Сражение
Алвареш Перейра покинул Лиссабон с 1500 пехотинцами. Кастильская армия численностью 6000 человек (в основном — кавалерия) осаждала деревушку Фронтейра. Когда Алвареш Перейра подошёл со своими силами, кастильцы отправили к нему эмиссара, требуя его ухода. Перейра отказался, и кастильцы, сняв осаду, обрушились на него.
Португальская пехота построилась в каре, и в последующей стычке кастильская конница не сумела его сломать, понеся при попытках атаки тяжёлые потери. Португальцы потерь не понесли, а кастильцы были вынуждены ретироваться.

## Последствия
Стратегического значения победа португальцев не имела. В мае Хуан Кастильский вторгся с большой армией и осадил Лиссабон.